# Neera (figlia di Anfione)
Nella mitologia greca, Neera era il nome di una delle figlie di Anfione, il fratello gemello di Zeto, entrambi figli di Zeus e di Antiope e di Niobe, la figlia di Tantalo, sorella di Pelope.

## Il mito
Alcuni mitografi la chiamavano Etodea  Fu una delle sette figlie di Niobe (anche se alcuni mitografi dicono partorì 10 figlie). La sua morte fu dovuta alla sfrontatezza della madre, che osò vantarsi della sua prole con Latona che chiese vendetta ottenendola. Di tutte le figlie solo una sopravvisse alla furia di Apollo e Artemide, Clori. 